# Arma Christi

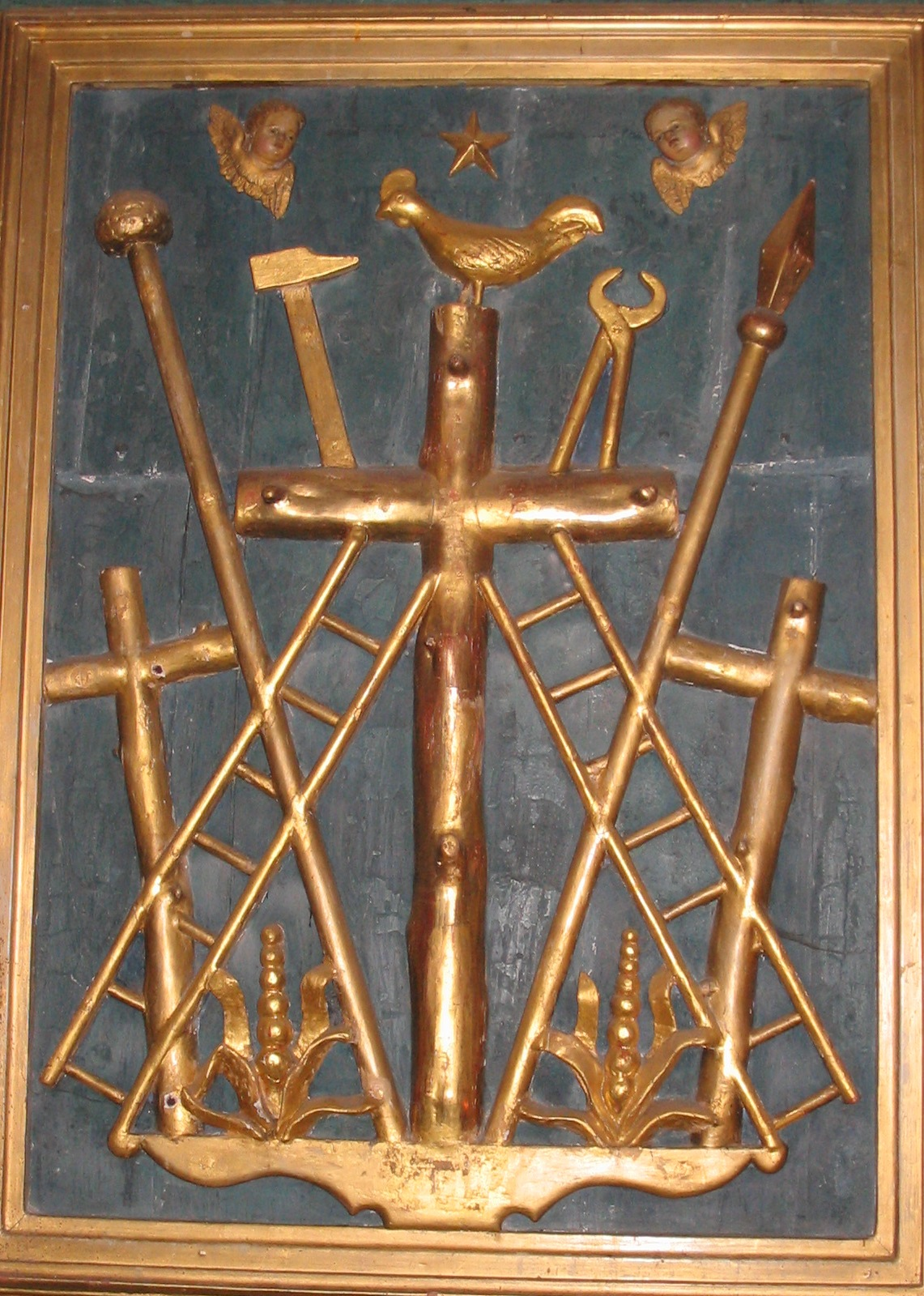
Nástroje Kristova umučení. Zleva doprava: Dismasův kříž, žebřík, houba na kopí (stvolu), kladivo, andělé, Kříž Kristův, kohout, hvězda, kleště, žebřík, kopí, kříž lotra po levici (vyobrazení z kostela Saint-Pierre de Collonges-la-rouge).

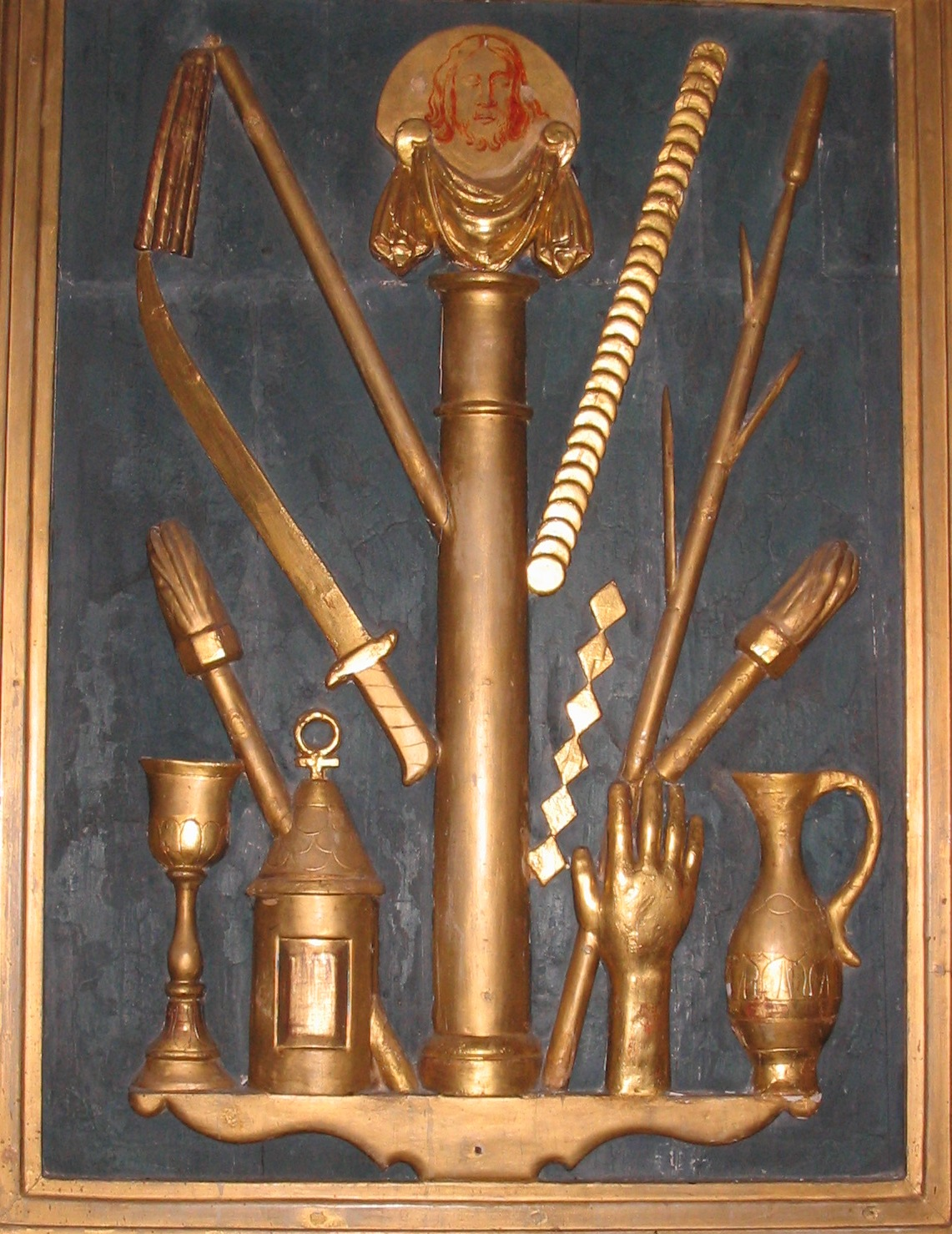
Nástroje Kristova umučení (další). Zleva doprava: kalich, louč, lucerna, meč, flagellum (důtka), sloup bičování, Veroničina rouška, 30 stříbrných, kostky, žezlo z rákosu, ruka, která Krista zpolíčkovala, louč, karafa ze žlučí a octem (vyobrazení z kostela Saint-Pierre de Collonges-la-rouge).

Arma Christi (česky Zbraně Kristovy) nebo Nástroje Kristova umučení, přesněji Nástroje Kristova utrpení, jsou posvátné křesťanské předměty, které se bezprostředně vztahují k pašijím Ježíše Krista, jeho utrpení, mučení a smrti ukřižování. Jsou hojně používány v křesťanském umění.
Jejich vyobrazení, poprvé se vyskytující v 9. století (tzv. Utrechtský žaltář z r. 830), pochází z kanonických nebo apokryfních evangelií. Jedná se nejčastěji asi o třicet různých předmětů, jejichž pořadí či kombinace nejsou přesně vymezeny. Arma Christi se vyskytují i v heraldice jako heraldická znamení.

## Přehled nástrojů Kristova umučení
Zatčení a soud:
- pochodně, které používali vojáci při cestě do Getsemanské zahrady
- meč – jímž Petr uťal ucho veleknězovu služebníkovi v Getsemanské zahradě[1], nebo také meč římských vojáků zatýkajících Krista
- ucho uťaté mečem veleknězovu služebníkovi
- kohout – zakokrhal, když Petr zapřel Krista[2]
- džbán, jenž použil Pilát, aby si umyl ruce, když Krista odsoudil na smrt[3]
- třicet stříbrných mincí, které dostal Jidáš za to, že Krista zradil[4]
- kalich použitý Kristem při poslední večeři (svatý grál)
- svítilny které vojáci drželi při zatýkání Krista
- Pilátova tvář
- Kaifášova tvář
- řetězy nebo provazy jimiž byl Kristus spoután

Mučení a cesta na Golgotu
- bič (důtky, flagellum) použitý pro bičování Krista u sloupu, při korunování trním nebo při cestě na Golgotu
- sloup – k němuž byl Kristus přivázán při bičování
- roucho – královské purpurové roucho, navlečené Kristovi na posměch, když byl lidu ukázán[5]
- třtina, kterou Krista bili po hlavě[6]
- trnová koruna nasazená na posměch při bičování[5]
- kámen házený na Krista během cesty na Golgotu
- tvář vojáka plivajícího na Krista
- ruka která Krista udeřila do tváře
- Veroničina rouška – na níž zůstal otisk - obraz Kristovy zmučené tváře i s korunou

Ukřižování
- hřeby – čtyři nebo tři
- kopí – kopí, jímž byl Kristovi proboden bok, aby se zjistilo, zda je mrtvý[7]
- kostky, symbol losování o Kristův oděv[8]
- roucho – „suknice nesešívaná“, o niž vojáci metali los
- kříž – na kterém Kristus skonal, nebo také tři kříže (Kristův, Dismasův = lotra po pravici, kříž lotra po levici
- nápis na kříži – nápisová tabulka s INRI[9]
- tyč s houbou – houba namočená do octa byla Kristovi podána na tyči k ústům, když visel na kříži[10]
- kleště jimiž byly vytaženy hřeby při snímání Kristova těla z kříže
- kladivo, kterým zatloukali hřeby
- slunce a měsíc, které se objevily na obloze současně a zatměly při Kristově smrti
- žebřík – s jehož pomocí bylo Kristovo tělo sňato z kříže
- nádoby na masti, jimiž ženy pomazaly Kristovo tělo
- Turínské plátno – do něj bylo Kristovo tělo zabaleno
- lebka u paty kříže – narážka na starokřesťanskou legendu, podle níž byl Kristův kříž postaven nad hrobem Adamovým, a Kristova krev kapající na Adamovu lebku odčinila první hřích lidstva

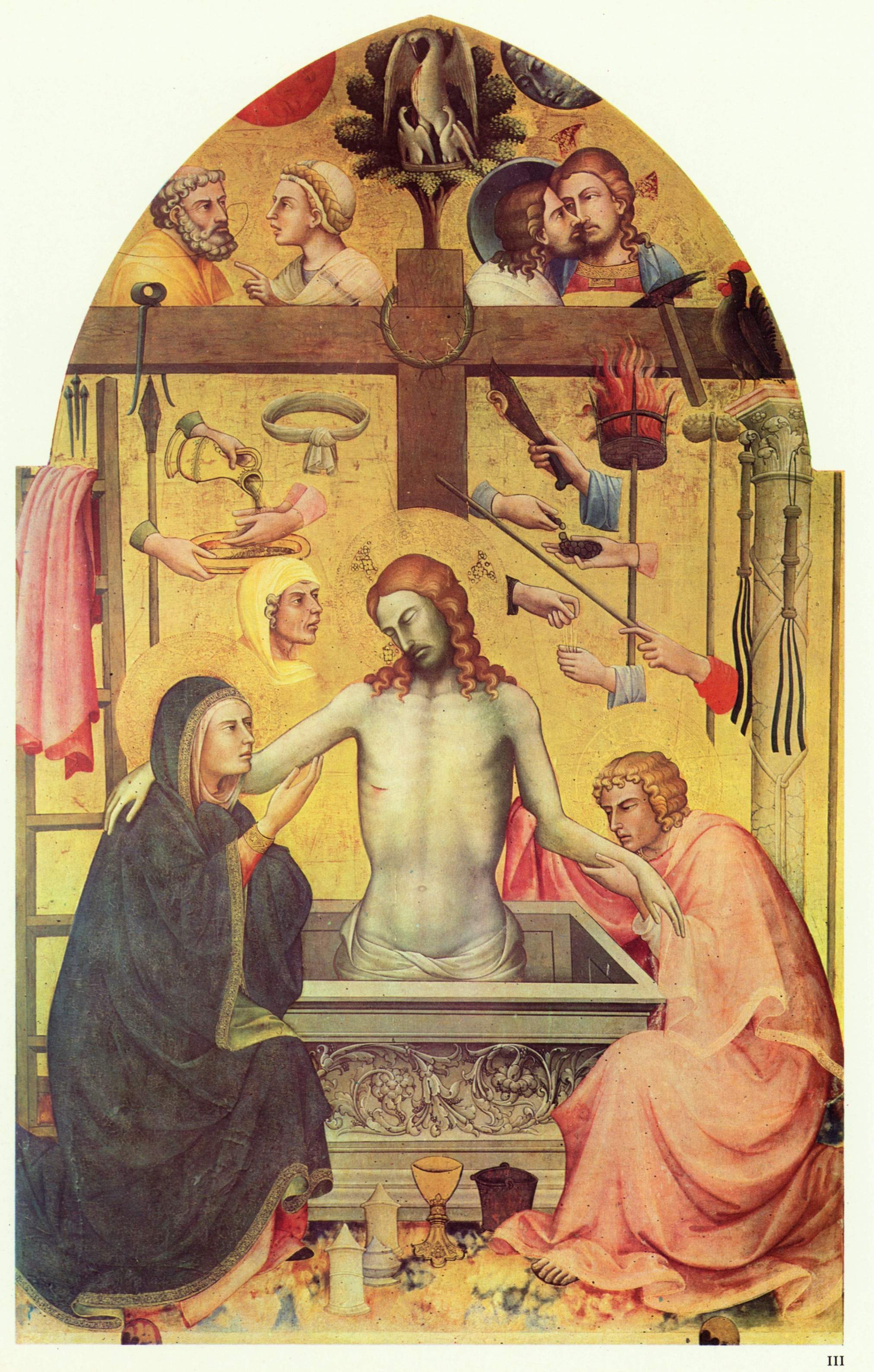
Pieta. (1404) Desková malba italského malíře Lorenza Monaca zobrazuje Arma Christi
Stylizovaná trnová koruna a hřeby užívané v heraldice
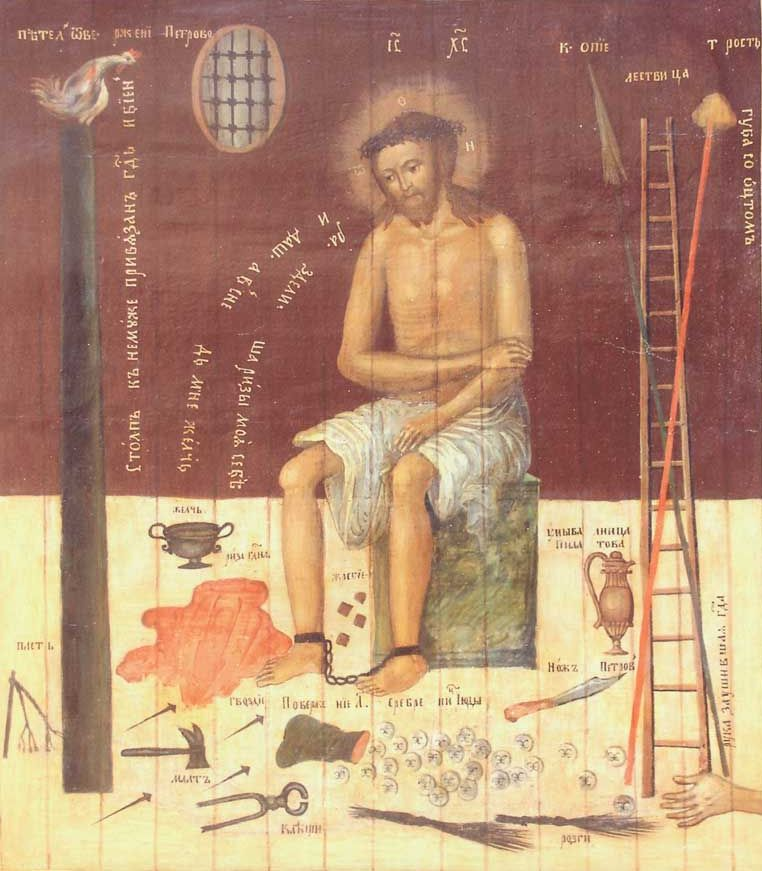
Ruská ikona v západním stylu (19. stol.)
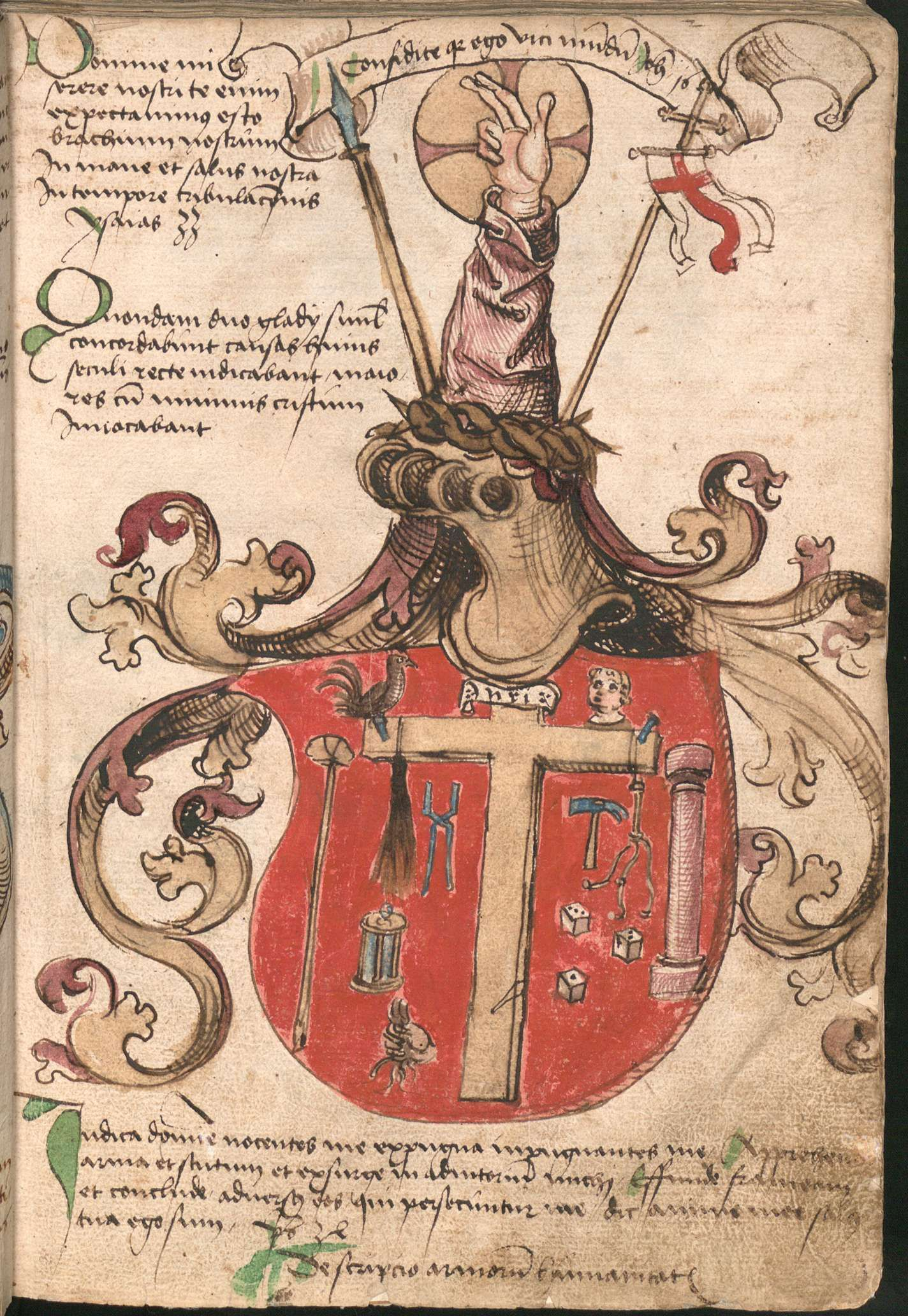
Německý erbovník (15. stol.) obsahuje i fiktivní Kristův znak s Arma Christi